# Риналдо II д’Есте (1290 – 1335)
Вижте пояснителната страница за други личности с името Риналдо д’Есте.
Риналдо II д'Есте (на италиански: Rinaldo II d'Este; * ок. 1290, Ферара; † 31 декември 1335, пак там) е италиански благородник, политик и кондотиер, маркиз на Ферара (1317 – 1355).

## Произход
Той е син на Алдобрандино II д'Есте († 1326),  маркиз на Ферара и Реджо от 1308 г. до смъртта си, и на Алда Рангони († 1325). Има двама братя и една сестра:
- Ализа († 1329), господарка на Мантуа като съпруга на Риналдо „Пасерино“ Бонаколси
- Николо I († 1334), кондотиер и съпруг на Беатриче Гондзага
- Обицо III (* 1294, † 1352), маркиз и господар на Ферара (1317 – 1352), Модена ( 1336 – 1352) и Парма (1344 – 1346), съпруг на Якопина Пеполи и на Липа Ариости

## Биография
Живее във Ферара до 1317 г., по това време се управлява от наместника на краля на Неапол Робер Анжуйски. На 17 юли 1317 г. населението се надига срещу владетелите, смятани за нашественици, принуждавайки техните милиции да напуснат града. Есте са провъзгласени за новите господари и Риналдо получава властта над града. Това предизвиква гнева на папа Йоан XXII поради факта, че град, даден като викариат от Папската държава, се е разбунтувал. Риналдо напразно се опитва да бъде признат от папата и проваляйки намерението си, пристъпва към изгонването на епископите от техните седалища във Ферара, Комакио и Адрия, като ограбва църквите. Папата го отлъчва от Църквата, но междувременно Риналдо получава през 1324 г. инвеститурата на своите територии от Лудвиг IV Баварски и папата отговаря с кръстоносен поход срещу Есте.
Той се бие на 15 ноември 1325 г. на страната на гибелините в битката при Дзаполино с намерението да превземе Болоня. През 1327 г. присъства на коронацията на Лудовиг IV Баварски като крал на Италия в Милано, който избира антипапа Николай V, отлъчен от Йоан XXII през април 1329 г. Сем. Есте също се обявява срещу антипапата и това провокира сближаване с папа Йоан XXII. Йоан с була от Авиньон отменя отлъчването, наложено на семейството, като предава Ферара като викариат на тримата братя Риналдо, Николо и Обицо III д'Есте. Той сключва споразумения за приятелство както с Гондзага – новите господари на Мантуа, които идват на власт през 1328 г. след изгонването на Бонаколси, така и с Дела Скала, господари на Верона.
През 1322 г. обсажда Модена, но претърпява поражение. Този резултат кара кардинал Бертрандо дел Погето, папски легат, да обсади Ферара през февруари 1333 г. В този случай болонезците нахлуват точно под градските стени, но Риналдо прави нападение и разбива нападателите, постигайки съкрушителна победа. Повече от 2000 мъртви са преброени сред обсаждащите. Риналдо II също успява да вземе многобройни пленници: Липо II Алидози от Имола, Франческо I Манфреди от Фаенца, двама племенници на Рамберто I Малатеста от Форли (същият владетел избягва залавянето само като бяга и плува през река По) и графът на Арманяк. След това много от затворниците са използвани за размяна, полезна за освобождаването на Николо д'Есте, който е паднал в плен на силите на Болоня.
Последният му военен подвиг е превземането на Модена през юни 1335 г., но той не успява да получи инвеститурата поради болест, която води до смъртта му на 31 декември същата година.

## Брак и потомство
Жени се два пъти:
∞ 1. за Лукреция ди Никола, графиня на Барбиано
∞ 2. за Орсолина Макаруфи от Падуа († 1362), от която има една дъщеря:
- Беатриче д'Есте († 1339), ∞ за Жак Савойски-Ахая (* ок. 6/16 януари 1315 в Пинероло, † 14 май 1367, пак там), господар (синьор) на Пиемонт и титулярен княз на Ахая (1334-1360 и 1363-1367).

Риналдо има три извънбрачни деца:
- Ацо д'Есте (* 1332, † 1371), военен
- Джакома д'Есте
- Алдобрандино д'Есте (* 1325, † 1381), епископ на Модена